# 日本社会党 (1906年)
1906年成立的日本社会党（日语：〔〕／ Nihon shakai-tō */?）是日本第一个合法的社会主义政党，有大约200名党员。
该党的前身是西川光二郎等人结成的日本平民党与堺利彥等人早些时候结成的日本社会党。1906年2月24日，日本平民党与日本社会党宣布合并，党名仍维持日本社会党不变。日本社会党成立后，曾积极参与抗议东京电价上涨的市民运动。另一方面，日本社会党党内关于斗争路线的争议也逐渐升温。一年后，1907年2月22日，日本政府援引《治安警察法》第8条第2项强令该党解散，这个短命的社会主义政党历史宣告终结。
幸德秋水曾是该党党员。中国政治家景梅九留日时曾参加过1906年日本社会党的演讲。受到演讲感染的他自此开始对社会主义理论产生兴趣。